# سید گوران
سید گوران (انگلیسی: Sid Gueran; ۲ اکتبر ۱۹۱۶ – ۱۹ اوت ۱۹۴۴) فوتبالیست اهل بریتانیا بود.
از باشگاه‌هایی که در آن بازی کرده‌است می‌توان به باشگاه فوتبال آرسنال، باشگاه فوتبال ساوت‌همپتون، و باشگاه فوتبال اکستر سیتی اشاره کرد.